# SN 2007ga
SN 2007ga – supernowa typu II odkryta 18 lipca 2007 roku w galaktyce A222207-1418. W momencie odkrycia miała maksymalną jasność 19,00m.